# La Visite (téléfilm)
Pour les articles homonymes, voir La Visite.
La Visite est un téléfilm français réalisé par Pierre Sisser, diffusé le 6 juin 2005.

## Synopsis
Visite du général de Gaulle dans un village français...

## Fiche technique
- Titre : La Visite
- Réalisateur : Pierre Sisser
- Scénario : Jacques Santamaria
- Musique : Carolin Petit
- Date de diffusion : 6 juin 2005
- Durée : 88 minutes

## Distribution
- Pierre Mondy : Antoine Dumarcet
- Michel Aumont : Alexandre Monjoit
- Roger Carel : Fernand Chambaron
- Nadia Barentin : la mère supérieure
- Anne Plumet : Marguerite Charme
- Carole Franck : Marie Séguier
- Jean Dell : Michel Séguier
- Étienne Lassalas : Jérôme Séguier
- Audrey Caillaud : Béatrice Lugano
- Joël Demarty : Pierre Lavigne
- Annette Merchandou : Odile Chambaron
- Audrey Beaulieu : Mireille
- Jacques Mailhot : Chombier
- Christian Lassalas : Pertuisot
- Jacques Santamaria : Lafont